# 冯新德
冯新德（1915年10月12日—2005年10月24日），男，江苏吴江人，中国高分子化学家，曾任北京大学教授。

## 生平
1937年毕业于清华大学化学系。1942到1945年在浙江大学化工系读研究生并任教。1948年获美国圣母大学博士学位。1948年回国任清华大学化学系教授。1949年在国内率先开设高分子化学课程，为中国高分子化学奠基开拓人之一。1980年当选为中国科学院学部委员（院士）。